# 山下裕子 (商学者)
山下 裕子（やました ゆうこ、1962年 - ）は、日本のマーケティング研究者。一橋大学大学院経営管理研究科教授。北陸電力取締役。

## 人物・経歴
1981年富山県立富山中部高等学校理数科卒業。1985年一橋大学社会学部卒業。1987年一橋大学大学院商学研究科修士課程修了。1990年一橋大学大学院商学研究科博士後期課程単位取得退学。田内幸一に師事。
1990年一橋大学商学部助手。1993年一橋大学商学部専任講師、WZBベルリン社会科学センター客員研究員。1997年一橋大学商学部助教授。2002年国土交通省社会資本整備審議会臨時委員。2004年プリンストン大学社会学部客員研究員。2007年一橋大学大学院商学研究科准教授。2011年水産庁水産政策審議会特別委員。
2016年早稲田大学大学院経営管理研究科非常勤講師。2017年一橋大学大学院商学研究科教授。2018年一橋大学大学院経営管理研究科教授。2019年公正取引委員会独占禁止懇話会会員。2021年エンデバー・ユナイテッド取締役。2023年北陸電力取締役。指導学生にYouTuberのヤンチャンなど。

## 著作
- 『流通における社会的分業:日独家電流通比較よりの考察』（伊丹敬之と共著）経済企画庁経済研究所 1995年
- 『産業集積の本質』有斐閣 1998年
- 『ブランディング・イン・チャイナ : 巨大市場・中国を制するブランド戦略』東洋経済新報社 2006年
- 『日本企業のマーケティング力』（福冨言, 福地宏之, 上原渉, 佐々木将人と共著）有斐閣 2012年

### 編集
- 『新興国の経済発展とメガシティ』（村松伸と共編）東京大学出版会 2016年